# NK Međimurje Čakovec
Maillots
Le NK Međimurje Čakovec est un club croate de football basé à Čakovec. 

## Historique
- 2003 : fondation du club